# 해남공업고등학교
해남공업고등학교(海南工業高等學校)는 대한민국 전라남도 해남군 해남읍 남외리에 있는 공립 고등학교이다.

## 학교 연혁
- 1986년 3월 2일 : 해남고등학교 직업과정반 설치
- 1993년 4월 8일 : 해남실업고등학교로 개교 기계과 4, 건축 2, 상업 2, 정보처리 2학급 신설
- 1993년 10월 20일 : 건축과 실습실 1실 증축, 펜싱훈련실 1동 신축
- 1995년 3월 1일 : 학칙변경으로 해남공업고등학교로 교명 변경 전기과 2, 화공과 2, 전자계산기과 2학급 신설. 상과 2, 정보처리과 2학급 폐지. 직업 교육 과정반(기계) 개설
- 1995년 8월 30일 : 교실 6실 증축, 직업교육과정반 실습실 3실 신축
- 1995년 12월 14일 : 본관4층 건축동4층 증축 및 화공동, 직업과정동, 기숙사 신축
- 1996년 11월 15일 : 사택 2동, 실습실 1동 신축
- 1997년 10월 21일 : 실습실(건축의장실) 증축
- 2005년 2월 28일 : 운동장 우레탄 트랙 조성
- 2005년 7월 15일 : 디지털 도서관 설치
- 2009년 12월 20일 : 체육관 신축
- 2013년 3월 1일 : 전라남도교육청 지원형 특성화고 지정
- 2015년 3월 1일 : 전라남도교육청 지정 거점고(황산고 통폐합) 운영
- 2020년 11월 23일 : 운동장 잔디 식재
- 2021년 3월 1일 : 고교학점제 선도학교 운영
- 2025년 1월 10일 : 제32회 128명 졸업(졸업생 총수 8,541명)
- 2025년 3월 1일 : 제14대 김동천 교장 부임

## 설치 학과
- 기계과
- 전기과
- 전자과
- 건축과
- 화공과
- 공통과정

## 참고 자료
- 해남공업고등학교 - 한국교육학술정보원 학교알리미